# روفینا
روفینا (به ایتالیایی: Rufina) یک کومونه در ایتالیا است که در استان فلورانس واقع شده‌است.

## خصوصیات
روفینا ۴۵٫۷ کیلومترمربع مساحت و ۷٬۳۸۲ نفر جمعیت دارد و ۱۱۵ متر بالاتر از سطح دریا واقع شده‌است.

## خواهرخوانده
شهر دتلباخ خواهرخواندهٔ روفینا هست.